# 陈嘉男
陈嘉男（1984年4月13日—），祖籍北京，幼年曾扮演電視劇《小龙人》扮演主角小龙人而成名。

## 演出作品
- 《小龙人》
- 《憨憨漫游电脑世界》
- 《我要回家》
- 《远离危险动作》
- 《下辈子还做母子》
- 《冒牌皇帝》